# Aeroportul Ulei
Aeroportul Ulei (IATA: ULB, ICAO: NVSU) este un aeroport din Malampa⁠(d), Vanuatu.
Situat la o altitudine de 52 m, aeroportul dispune de o singură pistă.